# Sutee Kunavichayanont
Sutee Kunavichayanont (1965 Bangkok, Tailàndia) és un artista tailandès, que fa servir tota mena d'elements com a eina per analitzar els canvis en l'àmbit social, econòmic i polític que estan afectant el seu país des de la dècada de 1990. Les seves instal·lacions busquen la participació del públic i l'anàlisi dels propis sistemes de valors. Actualment és professor al Departament de Teoria de l'Art a la Universitat Silpakorn de Bangkok.
Algunes de les seves obres més reconegudes són una versió en làtex inflable dels símbols nacionals de Tailàndia - el búfal, el tigre i l'elefant. Altres de les seves produccions prenent com a base l'artesania local i rural o d'altres elements tradicionals, buscant una exploració irònica de la història i la cultura locals.

## Exposicions rellevants
Ha realitzat diverses exposicions pel sud-est asiàtic, principalment a Tailàndia, Corea, Austràlia i Japó. Al món occidental, la seva obra s'ha vist a països com el Regne Unit, els Països Baixos i els Estats Units. A Barcelona va exposar obra durant l'exposició You are not alone celebrada el 2011 a la Fundació Joan Miró.